# لیما
لیما پایتخت کشور پرو در آمریکای جنوبی است. این شهر ساحلی بوده و رو به اقیانوس آرام می‌باشد.
لیما همچنین بزرگ‌ترین شهر پرو و مرکز استان لیما نیز هست.
برآورد جمعیت برای منطقه شهری لیما ۶٫۹ میلیون (سال ۲۰۰۵) است و برای منطقه کلان‌شهری لیما ۸٫۲ میلیون.
لیما که توسط یک فاتح اسپانیایی به نام فرانچسکو پیزارو بنا نهاده شده تحت عنوان «شهر شاهان» نیز شناخته می‌شود. این شهر بیش از ۳۰۰ سال، مهم‌ترین شهر و بزرگ‌ترین ناحیه پایتختی در آمریکای جنوبی بود.
با این که هیچ تعریف رسمی اداری برای شهر لیما وجود ندارد، این شهر کلاً شامل ۳۰بخش مرکزی از ۴۳۰بخش ایالت لیما محسوب می‌شود، که تقریباً با ناحیه شهری متمرکز در بخش تاریخی بخش لیما| محدوده لیما در ارتباط است. این شهر به عنوان هسته ناحیه پایتختی لیما، یکی از بزرگ‌ترین نواحی پایتختی در کشورهای آمریکایی است.
این شهر در ۱۸ ژانویه ۱۵۳۵، به وسیله فرانچسکو پیزارو فاتح بنیان‌گذاری گردید، و به عنوان «شهر شاهان که سه بار در آن تاجگذاری شده» در ۶ ژانویه برای مراسم (مسیحی) عید تجلی مسیح| عید تجلی مسیح انتخاب شد. اما نام اصلی لیما برای آن حفظ گردید. معلوم نیست این نام از کجا سرچشمه گرفته، اما تصور می‌شود که از کلمه «لیما- لیماک» در زبان آیمارا به معنای (گل زرد) یا کلمه «ریماک» (گفتگو) در زبان کوچوآ| کوچوآیی گرفته شده باشد. در قدیمی‌ترین نقشه‌های اسپانیولی هم نام لیما و هم عنوان شهر شاهان را به همراه یکدیگر به عنوان اسامی این شهر می‌توان دید. رودخانه‌ای که لیما را تغذیه می‌کند هنوز در این روزها به نام «ریماک» خوانده می‌شود که تصور می‌شود ریشه نام این شهر، «دره ریماک» باشد. این رودخانه همچنین لقب «رود پرحرف» را نیز دارد (در اسپانیولی
ریوهابلادور گفته می‌شود).

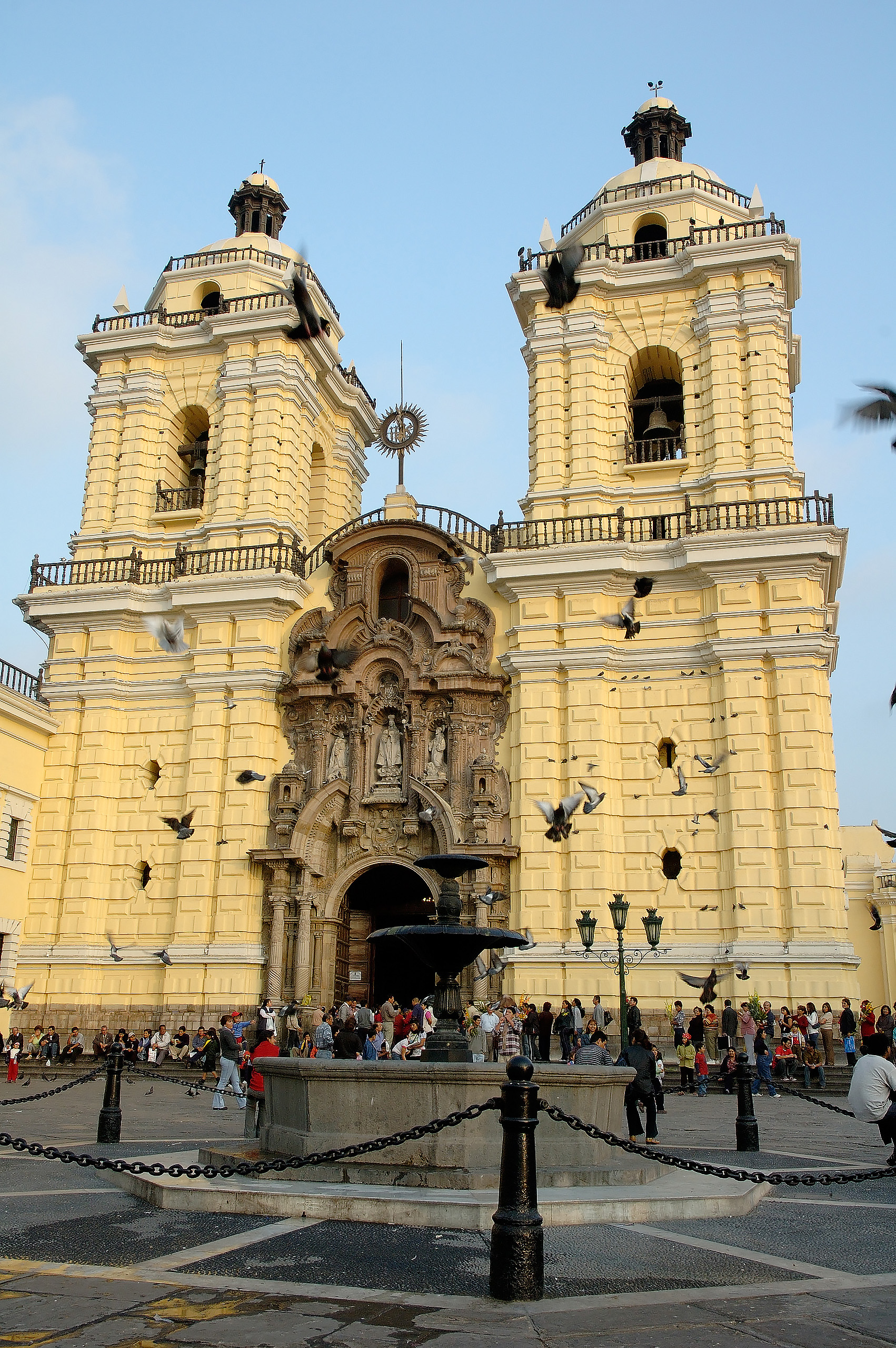
کلیسای دوآسیس سانفرانچسکو لیما

لیما در قلمرو اسپانیایی نیابت سلطنت به مهم‌ترین شهر تبدیل شد که طی استعمار کشورهای آمریکایی| ناحیه استعماری (از اوسط سال‌های ۱۵۰۰ تا اوایل سال‌های ۱۸۰۰) تقریباً کلاً در محدوده دارایی‌های اسپانیا در آمریکای جنوبی قرار گرفته بود.
در سال۱۷۴۶، بسیاری از ساختمان‌ها و عمارات مهم در اثر زلزله یا آسیب دیده یا تخریب شدند (که بعداً مرمت گردیدند). "" شهر شاهان "" با میراث فرهنگی و معماری بی‌بدیل و زیبای خود پر رونق باقی ماند. اهمیت معماری و سیاسی آن در آمریکای لاتین تنها با مکزیکوسیتی برابری می‌کند.
در سال ۱۹۹۶، بحران گروگانگیری در سفارت ژاپن در لیما روی داد، موضوعی که توجه رسانه‌های جهانی را به خود جلب کرد. بحران در ۲۲آوریل، ۱۹۹۷ زمانی که کماندوهای نیروهای نظامی پرو پس از نقب زدن در زیر زمین سفارتخانه جهت نجات ۷۲گروگان در یک حمله جبهه‌ای روزانه به داخل ساختمان یورش بردند، پایان یافت. یکی از گروگانها به دلیل اختلالات پزشکی، و نیز دو سرباز در اثر آن جان دادند.

## مردم

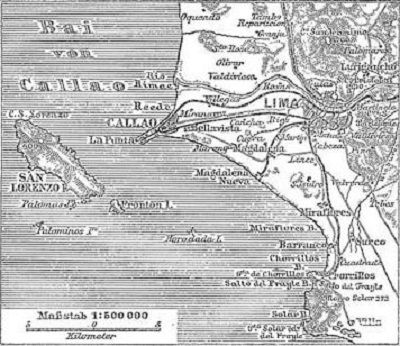
نقشه آلمانی از لیما و کالائو در سال ۱۸۸۸

طبقات پایتختی لیما با جمعیت تخمینی (براساس سال۲۰۰۵) ۹/۶ میلیون در ناحیه شهری، ۴/۷میلیون برای کل استان، و ۲/۸میلیون نفر در منطقه پایتختی، در میان آمریکای لاتین بزرگ‌ترین و متراکم‌ترین جمعیتهای شهری را تشکیل می‌دهند.
جمعیت لیما واجد ویژگی یک نوع ترکیب پیچیده از نژادی و قومیتی می‌باشد. از لحاظ سنتی «دورگه‌ها»، پرویی‌هایی مرکب از مردم اسپانیایی| اسپانیولی و اعقاب بومی آمریندی، احتمالاً بزرگ‌ترین گروهی هستند که بیشتر طبقه متوسط را در این شهر تشکیل می‌دهند. اما، بی‌ثباتی سیاسی و اقتصادی در پرو طی نیمه آخر قرن بیستم موجب ایجاد فقر و آشفتگی در شهرهای دامنه کوه‌ها و سرزمین‌های مرتفع آندی شد، و صدها هزار نفر از روستاییان با اعقاب خالص و اصیل آمریندی را وادار به مهاجرت به لیما نمود، که نتیجه آن افزایش فزاینده جمعیت لیما بوده‌است. برخلاف دیگر گروه‌های نژادی که ساکن در لیما و تنها اسپانیولی صحبت می‌کنند، بیشتر جمعیت روستایی که به لیما مهاجرت کرده‌اند پیش از اسپانیایی اصولاً به زبان‌های کوچوآ و آیمارا تا زبان اسپانیولی تکلم می‌کنند. با این که تعدادی از آمریندی‌ها نهایتاً طبقه متوسط اجتماعی را احراز کرده‌اند، افراد دیگر هنوز در حلبی آبادها زندگی می‌کنند که «پابلوس جوونس» (شهرهای جوان) نامیده می‌شوند. اغلب این نواحی فاقد سرویس‌های اولیه همچون برق و آب لوله‌کشی می‌باشد. انتظار می‌رود که طی ده سال آینده، جمعیت این حلبی آبادها تا ۸٪ از جمعیت لیما کاهش خواهد یافت.
اروپایی‌ها، بخش غالب جمعیت را از لحاظ اقتصادی تشکیل می‌دهند، که بیشتر از اعقاب اسپانیایی هستند، اما شمار عمده آن‌ها ایتالیایی، آلمانی و سایر می‌باشند. پرویی- آفریقایی‌ها، در ابتدا به عنوان برده به این منطقه آورده شده‌اند، که هنوز بخش مهم دیگری از قشر نژادی شهر هستند. بالاخره طی قرن بیستم، لیما نیز جوامع مهم آسیایی، علی‌الخصوص مردم ژاپنی| ژاپنی و نسل چینی هان| آسیایی را پذیرا شد. مورد اول، پس از سائوپائولو، بزرگ‌ترین جمعیت مردم ژاپنی| ژاپنی را در آمریکای جنوبی شامل می‌شود.
ترکیب جمعیت‌شناسی نژادی برای شهر لیما به این شرح است:
- ۵۰٪ دورگه (ترکیبی از نژاد اروپایی و آمریندینی)
- ۲۹٪ آمریندینی
  - ۸۵٪ کوچوآ
  - ۱۵٪ آیمارا
- ۱۵٪ سفیدپوست
  - ۶۵٪ اسپانیایی
  - ۳۵٪ ایتالیایی، آلمانی، یا دیگر اعقاب اروپایی
- ۳٪ سیاه‌پوست
- ۳٪ آسیایی (عمدتاً از اعقاب ژاپنی و چینی)

## جغرافیا

### موقعیت فیزیکی

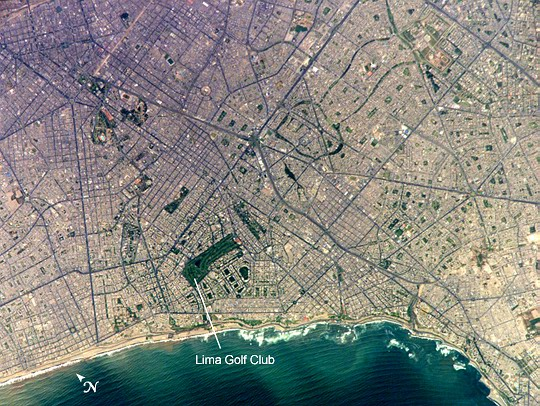
لیما از آسمان در مارس ۲۰۰۵

(ناحیه شهری) شهر لیما ²km ۸۰۰ مساحت را تحت پوشش قرار می‌دهد که عمدتاً در زمین‌های پست (مسطح) در کویر سچورا| دشت ساحلی پرو، بین دره‌های رودخانه‌های رود چیلون| چیلون، رود ریماک| ریماک و رود لورین| لورین واقع شده‌است. این شهر دارای شیب ملایمی در ساحل اقیانوس آرام به درون دره هاو دامنه‌های کوهستانی است که در ارتفاع m۵۰۰ از سطح دریا قرار گرفته‌اند. در باقی نقاط این منطقه، خشکی مفرط آب و هوا به این معناست که دوری از دره‌های رودخانه و نواحی آبیاری شده آن، این زمین محلی کاملاً از پوشش گیاهی عاری و بایر می‌باشد. طی پدیده شدید النینو یا زمستان‌های نامعمول مرطوب، پوشش اندک و پراکنده گیاهی می‌تواند در برخی از کوهستان‌هایی که درست در شرق شهر قرار دارند و به عنوان بخشی از اکوسیستم ساحلی شهر «لوماس» محسوب می‌شوند، رشد نماید، اما این دامنه‌های سبز آشکار باقی نمی‌مانند، زیرا توسط منظره خاکستری رنگ بایر آن ممکنست پنهان شوند.

### اقلیم
اقلیم لیما را می‌توان معتدل بیان نمود، زیرا علاوه بر خشکی یادشده، با وجود واقع شدن در نواحی گرمسیری و با ارتفاعی نزدیک به سطح دریا، با کمال شگفتی از هوای معتدل آن، درجه حرارت آن از ناحیه حاره فاصله دارد، و بین °۲۷ سلسیوس|c در ماه فوریه تا c°۱۸ در اوت تفاوت می‌کند، ضمن آن که بالاترین دمای ثبت شده در تمام اوقات (سال) در آن c°32 (F °۹۰) می‌باشد. در این ارتباط، حداقل دما در ماه اوت (F °58) c°۱۴ و (F °68) c°۲۰ در فوریه، و(F °46) c°۸ پایین‌ترین دمای ثبت شده می‌باشند. از سوی دیگر، رطوبت نسبی آن بسیار بالا است، و از ماه دسامبر تا ژوئن مه صبحگاهی و از می‌تا نوامبر در آن ابرهای پایین دائمی ایجاد می‌کند. تابستان‌های آفتابی، مرطوب و گرم (دسامبر-آوریل)، زمستان‌های مرطوب و سرد (ژوئن- اکتبر) در آن وجود دارد. بارش تقریباً نا مشخص است. متوسط سالانه cm ۷/۰ (in ۳/۰) که در فرودگاه گزارش شده، پایین‌ترین میزان بارش در هر ناحیه بزرگ پایتختی در جهان می‌باشد. نقاط داخلی شهر بین ۱ تا ۶ cm بارش را دریافت می‌کنند که عموماً طی ماه‌های زمستان انباشته می‌شود. باران تابستانی در شکل بارش کم و مختصر در بعد از ظهرها یا زمان‌های عصر واقع می‌شود، که باقی‌مانده طوفان‌های بعد از ظهر می‌باشد که در کوه‌های آند تولید می‌شود. اما اوج ' فصل بارانی' که این نام به‌طور واقعی و درست انتخاب نشده، طی فصل زمستان زمانی روی می‌دهد که باران‌های ملایم (نم نم) اواخر شب/ صبح (که در لهجه محلی به نام‌های 'گاروآ'، 'لوویزنا ' یا 'کامانچاکا' خوانده می‌شوند) رایج است. تمام این پدیده‌های اقلیمی از ترکیب جریان‌های نیمه دائم بالارونده ساحلی و حضور جریان هومبولدت درست به سمت خارج از ساحل پدید می‌آیند.

## بخش‌ها و همسایگان (حومه)
شهر زیبای لیما کلاً متشکل از ۳۰ بخش، بخش‌های پرو| بخش‌ها، پرجمعیت مرکزی از پایتخت لیما محسوب می‌شود. رئیس هر بخش شهردار است، اما شورای شهرداری شهر چند ملیتی لیما («شهرداری شهر چند ملیتی لیما») تحت ریاست شهردار لیما قرار داشته که دارای اختیاراتی در این بخش‌ها و از جمله ۱۳ بخش خارج از ایالت لیما است.
بخش مرکزی تاریخی شهر در بخش لیما واقع شده‌است، که از لحاظ محلی به آن " محوطه لیماً گویند. این‌جایی است که بیشتر آثار روزهای اوج استعمار اسپانیایی کشورهای آمریکایی| استعماری باقی مانده، و نیز کاخ ریاست جمهوری و شورای شهرداری پایتختی لیما در آن قرار دارد.
همسایگی‌های بخش میرافلورس| میرافلورس و سن ایسدرو| سن ایسیدرو در میان ثروتمندترین نقاط شهر هستند که بیشتر هتلهای اعیانی و دیگر مقاصد جهانگردان در آن‌ها قرار دارد. بخش اخیر یک مرکز تجاری مهم نیز هست که این روزها در زندگی تجاری روزانه لیما از «محوطه» مزبور اهمیت بیشتری دارد. بخش‌های لامولینا، سن بورجا و سانتیاگو دوکورو نواحی اقامتی آرامتری را عرضه می‌کنند.
بارانکو، در جنوب میرافلورس به عنوان یک بخش هنرپرور شناخته شده و به خاطر جمعیت نویسندگان و فرهیختگان خود بارز شده‌است.

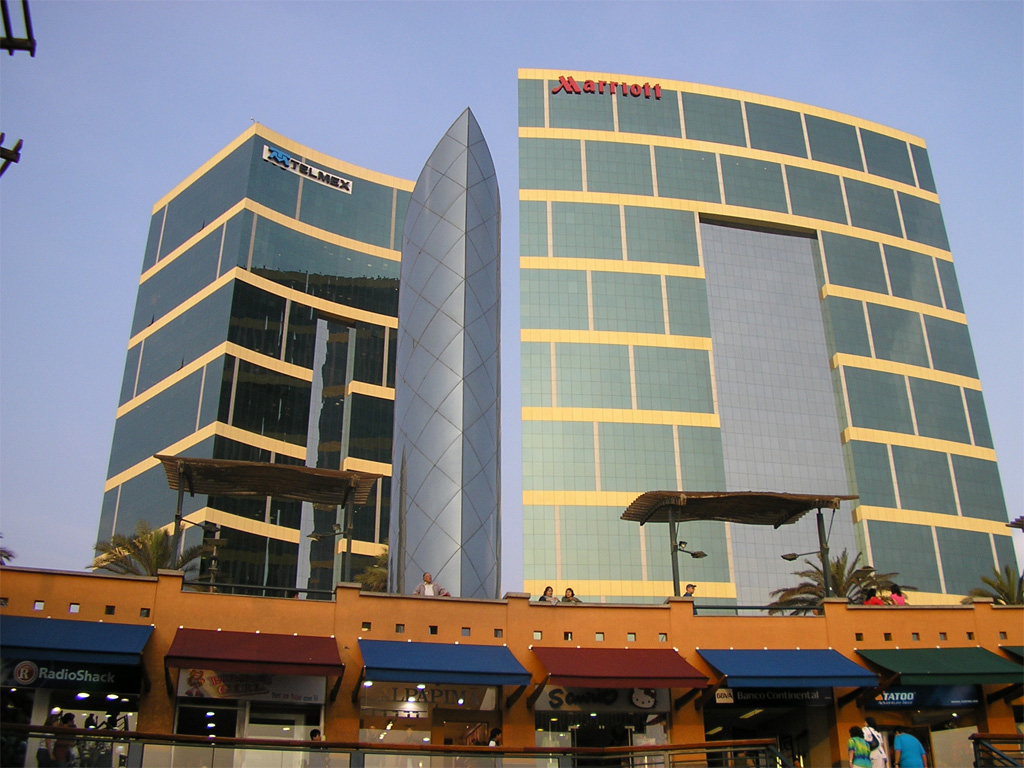
هتل ساحلی میرا فلورس

پرجمعیت‌ترین بخش‌های لیما در دو سوی شمالی و جنوبی شهر واقع شده‌اند. جمعیتشان عمدتاً از مهاجران نواحی پرو تشکیل شده‌است. بسیاری از آن‌ها مردم فقر از ریشه مردم بومی آمریکایی | بومی هستند که طی اواسط و اواخر قرن بیستم پس از آواره شدن در اثر تروریسم، بحران‌های کشاورزی و نابسامانی عمومی اقتصادی به آنجا وارد شده‌اند. این روستاییان به نواحی گسترده کویری و و دامنه تپه‌ها در بخش‌های کنو نورته و کنوسر (محله کوخ نشینان)| کنوسر حمله‌ور شدندو ناحیه حلبی آباد جدیدی به نام «پوبلوس جوونوس» را اشغال نمودند. اکثر این مردم فقیر بوده و در بدون برق یا آب لوله‌کشی در نواحی حلبی آبادی زندگی می‌نمایند.
اما، در سال‌های اخیر این بخش‌های پرجمعیت و مردم ساکن در آن‌ها با روندی آرام ثروتمندتر شده‌اند، و مقدار عملیات تجاری که در این ناحیه انجام می‌گیرد، پیوسته افزایش یافته‌است. عرف عمومی این است که اگر کسی می‌خواهد پول درآورد، بخش‌های شمالی مکان انجام این کار می‌باشد.

## آموزش

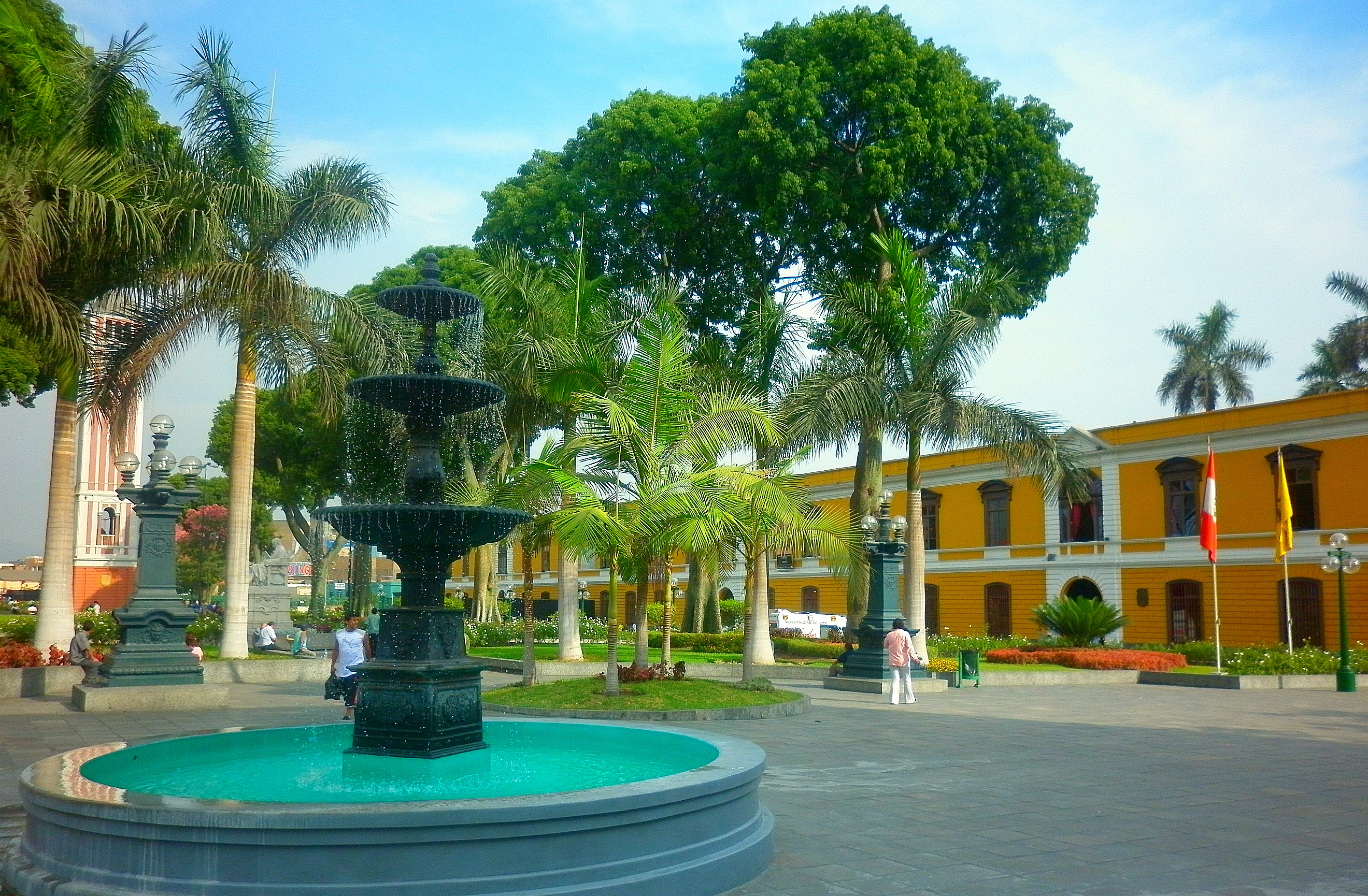
لیما پایتخت کشور پرو در آمریکای جنوبی

### دانشگاه‌ها
این شهر دارای بزرگ‌ترین مجموعه آموزش عالی در کشور است. دانشگاه ملی سن مارکوس، در ۱۲ می۱۵۵۱ طی تحت‌الحمایگی پرو| رژیم استعماری اسپانیا بنا نهاده شده که قدیمی‌ترین دانشگاه پیوسته فعال در کشورهای آمریکایی بوده و از نظر بسیاری از پرویی‌ها "" دانشگاه برجسته "" از لحاظ ""(آموزش) نمونه| نمونه بین دانشگاه‌ها "" در سراسر پرو محسوب می‌شود.
دانشگاه طلبگی کاتولیکهای پرو قدیمی‌ترین دانشگاه خصوصی (تأسیس در سال۱۹۱۷) می‌باشد. دیگر موسسات سرشناس خصوصی که در این شهر قرار دارند عبارتند از دانشگاه دل پاسیفیکو، UPC، و دانشگاه کایتانو هردیا.
ایالات دیگر نیز دارای دانشگاه‌هایی می‌باشند که نقش کلیدی را در تدریس و تحقیق ایفا می‌کنند همچون دانشگاه ملی دو ایگنییرا، دانشگاه ملی فردکریکو ویرارئال و دانشگاه ملی کشاورزی لامولینا، اما دانشگاه ملی دو ایگنییرا (دانشگاه ملی مهندسی) به عنوان یکی از برجسته‌ترین دانشگاه هادر رشته‌های علوم و مهندسی در کشور بوده و احتمالاً یکی از با کیفیت‌ترین نمونه‌هایی که می‌توان به آن اذعان نمود.
این دانشگاه‌ها دربرخی از رشته‌ها بسیار اختصاصی هستند، مثلاً، برای رشته‌های علوم انسانی، دانشگاه شهردار سن مارکوس، برای رشته حقوق دانشگاه طلبگی کاتولیک پرو، برای پزشکی دانشگاه ملی کایتانو هردیا، برای تجارت و اقتصاد دانشگاه دل پاسیفیکو و برای علوم و مهندسی دانشگاه ملی ایگنییرا که تحت عنوان دانشگاه ملی دو ایگنییرا | UNI شناخته شده، وجود دارند.

## کتابخانه‌ها
قدیمی‌ترین و مهم‌ترین کتابخانه پرو، توسط خوزه سن مارتین، تحت عنوان کتابخانه ملی پرو بنیانگذاری شد که در منطقه مرکزی لیما واقع است. چون آن دراثر جنگ‌ها و زلزله‌ها در طول تاریخ متحمل خسارت شده، مکان جدید کتابخانه در بخش سن بورجا با انتقال محتویات کتابخانه از آغاز مارس ۲۰۰۶ احداث شد. این برنامه نوین‌سازی در نظر دارد تا کتابخانه را به یکی از مدرنترین کتابخانه‌های آمریکای لاتین| کشورهای آمریکای لاتین تبدیل کند.

## بازرگانی و صنعت
لیما دارای صنایع نساجی، کاغذ سازی، تولید رنگ و فراورده‌های غذایی است.
در دهه‌های اخیر، لیما به سرعت توسعه یافته، و بیشتر توسعه‌ای نامنظم در شهر دیده می‌شود. در دهه اخیر، آلودگی هوا تا سطوح هشدار دهنده‌ای بالا رفته‌است، چرا که هیچ محدودیتی برای عمر (مفید) یا کارایی وسایل نقلیه موتوری منظور نشده‌است. اما دیگر بنزین سرب دار فروخته نمی‌شود.
«ورزشگاه مانیومنتال» واقع در لیما بزرگ‌ترین و جدیدترین استادیوم پرو است؛ که ظرفیت ۸۰هزار نفر تماشاچی دارد.

## حمل ونقل

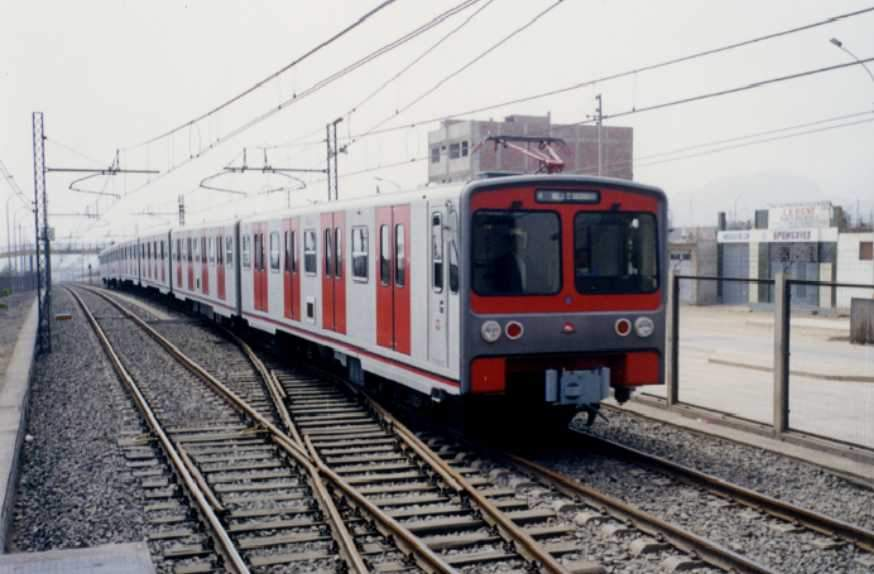
سرویس ترابری عمومی «مترو لیما» یا «قطار شهری» فعلاً در حال کار بر روی خطوط ویلا السالوادور می‌باشد.

لیما دارای سیستم اتوبوس عمومی نیست. اتوبوسهای خصوصی، که معمولاً «(ترابری) میکرو| میکروهاً یا» کومبیس" خوانده می‌شوند، بسیار ارزان هستند اما مسیرهای آنان به خصوص برای خارجی‌ها گیج‌کننده‌است. کومبیس‌ها اغلب شلوغ بوده و با کیفیت پایینی نگهداری می‌شوند.
تاکسی از لحاظ کیفیت سرویس و قیمت فرق می‌کند. تاکسی‌ها می‌توانند در هر خیابانی متوقف شوند یا این که شرکت‌های خصوصی تاکسی می‌توانند برای جابجایی مسافران به یک آدرس مشخص رزرو شوند.
شرکتهای اتوبوسرانی متعدد میان‌شهری خدمات حمل ونقل را برای شهرهای دیگر عرضه می‌نمایند. کیفیت سرویس بسته به قیمت از اتوبوس‌های ویژه لوکس تا «میکروس» های غیر راحت و شلوغ تفاوت می‌گند.
در این روزها شهردار لیما بر روی یک سیتم جدید اتوبوسرانی تحت عنوان متروپولیتانو کار می‌کند که همه اتوبوسهای آن خطوط انحصاری خواهند داشت؛ گفته شده که اتوبوسهای جدید باید از شرکتهایی که در ناحیه مترو پلیس (پایتخت) در حال کار هستند فراخوانده شوند، این اتوبوسها از یک شرکت چینی خریداری شده‌اند، همان شرکت اتوبوسهایی را نیز ایتالیا می‌فروشد. امید شهردار این است که در چند سال دیگر یک سیستم ترابری عمومی جدید را ببیند.

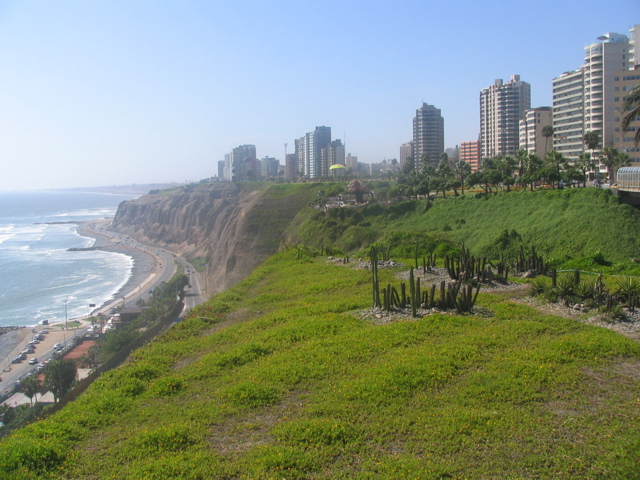

برای بهبود کیفیت تاکسیرانی در لیما، قانون جدیدی وضع شده که ورود اتومبیلهای مستعمل
را به این سیستم ممنوع می‌سازد؛ شهر لیما امیدوار است که این قانون استفاده از اتومبیلهای جدیدتر را درشهر افزایش داده، و میزان آلاینده‌ها و دود وسایل نقلیه را کاهش دهد.
توافق‌نامه‌ای توسط شهردار لوئیز کاستانیداو رئیس‌جمهور پرو| رئیس‌جمهور، الساندرو تولدو در ۱۷ فوریه ۲۰۰۵ به امضاء رسید که متضمن سرمایه‌گذاری جهت تکمیل متروی لیما، سیستم حمل و نقل عمومی یادشده می‌باشد که ناحیه مرکزی شهر را به بخش اقتصادی، سن ایسدرو متصل خواهد نمود. این پروژه در اواخر دهه ۱۹۸۰ افتتاح شد اما تا زمان رئیس‌جمهور سابق آلن گارسیا ناتمام ماند.
مدخل ورودی اصلی مسافر برای مسافران ملی و بین‌المللی، فرودگاه بین‌المللی خورخه چاوز است.

## مترو
متروی لیما در سال ۲۰۱۱ تأسیس شده و هم‌اکنون دارای ۱ خط و ۲۶ ایستگاه می‌باشد.

## مکان‌های دیدنی

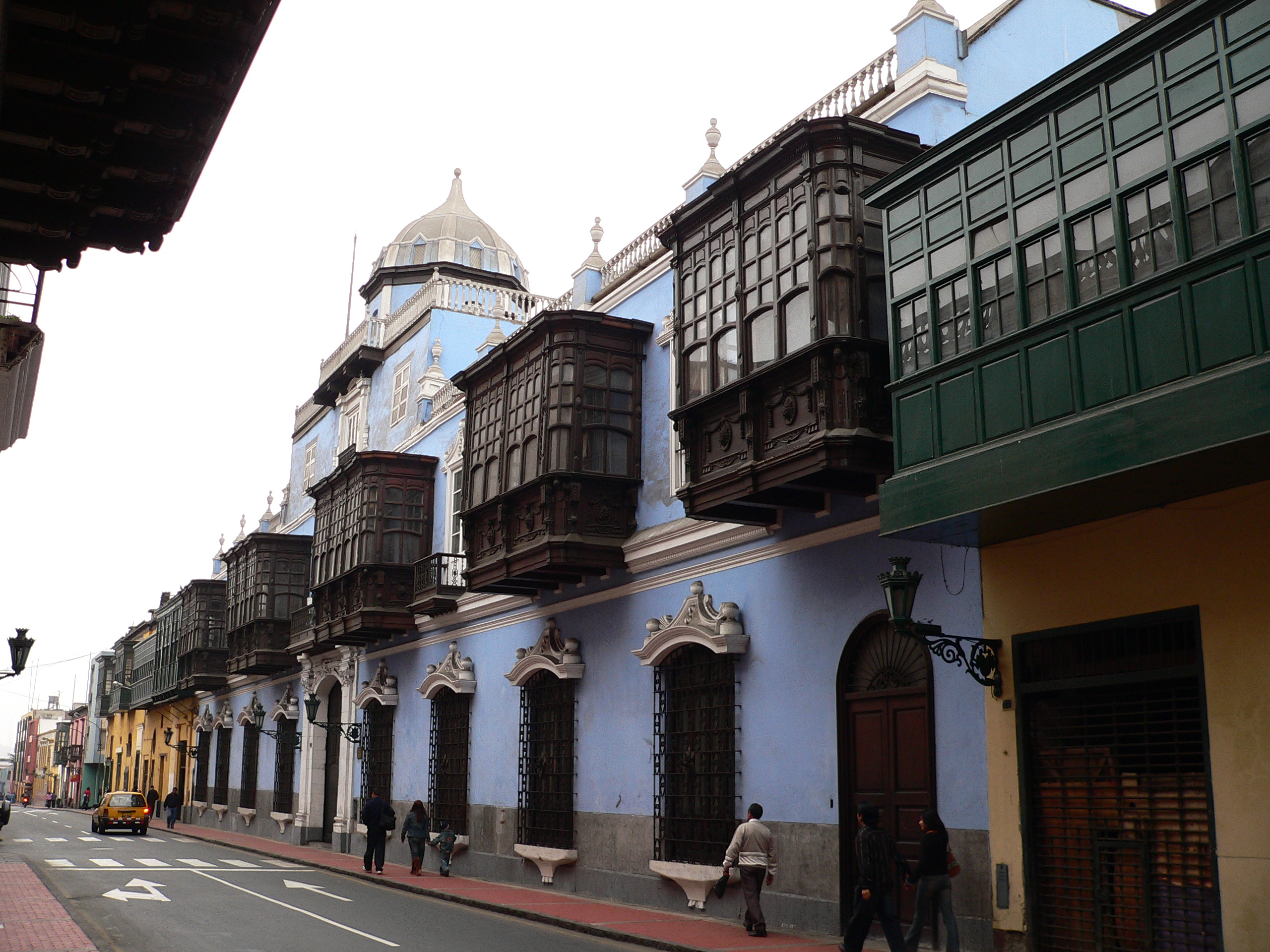

- مرکز شهر تاریخی لیما
- پلاژها و ساحل‌ها
  - آنکون (Ancon)
  - بارانکیتو (Barranquito)
  - آگوآدولسه (Aguadulce)
  - لس‌پاوس (Los Pavos)
  - لاس‌کاسکاداس (Las Cascadas)
  - لاس سومبریاس (Las Sombrillas)
  - کوستا لیندا (Costa Linda)

## مشاهیر

### هنرمندان
- فلیپ پینگلو آلوا، پدر موسیقی عامه پرو
- سوزانا باکا، خواننده عامه برنده جایزه گرامی
- اوا آیلون، خواننده درجه یک «کریولو» (موسیقی عوام) او با موفقیتی ممتاز در خوانندگی با سبک‌های دیگر موسیقی (جاز، بلوز، سالسا) می‌کوشد.
- خوآن دیگو فلورز، خواننده برجسته جهانی، یک جانشین خوب برای لوسیانو پاواروتی (اپراخوان مشهور)، در ترانه‌های خودش در (رهبری گروه همخوانی) اپرا.

### تاریخی
- سنت روز لیما (۲۰آوریل، ۱۵۸۶–۳۰اوت، ۱۶۱۷) پاترون قدیسی از آمریکا، و اولین قدیس کاتولیک رمی متولد شده در کشورهای آمریکایی.
- سن مارتین پوراس
- سن توریبیوس از مونگرووژو، سراسقف لیما.

### سیاست‌مداران
- خاویر واله ریسترا، وکیل و سیاست‌مدار.
- خاویر پرز دکوئیار، اولین فرد از آمریکای لاتین| آمریکای لاتین که دبیرکل سازمان ملل متحد شد.

### ورزشکاران
| - تئوفیلو کوبیلاس، فوتبالیست - جفرسون فارفان، فوتبالیست - لوئیز هورنا، تنیسور - ژان کارلوس گامارا، تکواندوکار - سوفیا مولانوویچ، قهرمان موج سواری جهان - کلودیو پیزارو، فوتبالیست | - نولبرتو سولانو، فوتبالیست - سیسیلیا تیت، والیبالیست - ژائیم یزاگا، تنیسور - روبرتو پالاسیوس، فوتبالیست - ژان پییر ساکس، فوتبالیست |  |

### روزنامه‌نگاران
- ژائیم بیلی، روزنامه‌نگار و نویسنده تلویزیونی
- چزار هیلدر براندت

### نویسندگان
- ماریو وارگاس یوسا
- آلفردو برایس اچنیکو، نویسنده (ناول‌ها، خاطرات و داستان‌های کوتاه)، که در میان مشهورترین آن‌ها کتاب "" جهانی برای ژولیوس"" به زبان اسپانیایی| اسپانیولی است.
- خولیو رامون ریبرو، نویسنده بسیار مشهور داستان‌های کوتاه، که در سال ۱۹۹۴ جایزه خوآن رولفو را احراز نمود.
- ریکاردو پالما، نویسنده کتاب «سنتهای پرویی»
- ژائیم بیلی، نویسنده، روزنامه‌نگار، و شخصیت رسانه‌ای

### موسیقی دانان معاصر
| - پدور سوارز ورتیز، خواننده پاپ - لیبیدو، باند موسیقی راک هند غربی - ماردو کوپاس، باند موسیقی راک هند غربی - جیان مارکو، خواننده و تصنیف‌کننده پاپ - آرینا هش، باند پاپ - کامپو دو آلماس، باند موسیقی راک هند غربی | - فراگیل، باند موسیقی پاپ راک - لوزمیا آکا لوزمیا، باند پیشرفته راک - اینیکتورس آکا ۳G، باند پانک راک - لا ساریتا، باند عامه راک - دولورس دلیریو، باند موسیقی راک هند غربی - دانیل اف، خواننده و تصنیف‌کننده موسیقی راک (همچنین سراینده لوزمیا و از سوی برخی از مردم به عنوان بهترین تصنیف‌کننده پرویی در زمان حال محسوب می‌شود) |  |